# Concili de Thusi
El concili de Thusi fou una reunió de bisbes de 14 províncies celebrada el 860 a Thusi a la diòcesi de Toul l'octubre i novembre del 860. Hi van assistir 12 metropolitans entre els quals els de Bourges, Bordeus i Narbona (Frèdol). De la Septimània i Gòtia hi van assistir quatre bisbes, Audessind d'Elna, Agbert (sant) d'Agde, Audalf de Barcelona i Wisadi d'Urgell; també hi eren Eurus de Carcassona i Harduí de Velai.
Entre els temes a tractar diversos abusos eclesiàstics i d'un tema del que parla expressament Hincmar arquebisbe de Reims, que era al concili: el divorci d'Esteve d'Alvèrnia i la filla del comte Ramon. Els fets eren els següents:
Ramon I de Tolosa va donar una filla en matrimoni al vescomte Esteve que després de tenir-la com a promesa va refusar casar-s'hi amb l'excusa que havia tingut relacions amb una parenta propera de la dama no identificada; Ramon va fer tot el possible per obligar-lo a complir la promesa, inútilment, al·legant els consells del seu confessor que considerava que si es casava cometria incest; en el temps del conflicte (858-859?) es va veure embolicat en les desgràcies del rei. Ramon el va convocar a dues assemblees a les que va evitar comparèixer; finalment va haver de consentir per salvar la vida, li va donar el dot i la va reconèixer públicament com la seva esposa però no va consumar el matrimoni, el que va obligar a Ramon a portar-lo al concili de Thusi; legalment el comte de Tolosa, Roergue, Llemotges, Carcí, Carcassona i Rasès, va portar al concili a la seva filla, ja que no tenia autoritat sobre Esteve, però els bisbes van decidir admetre el tramit i cridar a aquest darrer, per la repercussió que tenia pel regne tot l'afer que anava de boca en boca; Esteve era llavors al seguici reial i va haver de comparèixer al concili, al·legant pel seu incompliment en el casament les relacions amb una parenta propera de la dona i els consells del seu confessor i va oferir provar la veracitat dels fets. La ponència es va encarregar a Hincmar que per raons teològiques i jurídiques va determinar que el matrimoni no es podia consumar per no cometre incest i que per tant si no estava consumat no hi havia matrimoni real i quedava dissolt. Esteve perdia la dot entregada i era condemnat a una penitència però complerta aquesta podria casar-se, i va quedar dispensat de donar el nom de la parenta; el concili va exhortar a la pau entre les dues famílies i a no cometre actes irresponsables. La filla va tornar amb el seu pare i potser més tard es va casar a un Llop comte de Bigorra. Esteve havia de comparèixer a l'assemblea general del regne d'Aquitània per ratificar el judici però va evitar anar-hi i el papa Nicolau I li va escriure una carta on el qualifica de comte exigint-li la seva presència. Esteve estava tanmateix acusat d'expulsar l'arquebisbe de Clarmont d'Alvèrnia Estabilis, i posar al seu lloc un intrús; el resultat de l'assemblea del regne si és que es va fer i hi va anar es desconeix.